# Martin Schnell
Martin Schnell (* um 1675 in Stade; † um 1740 vermutlich in Warschau) war ein kursächsischer Hoflackkünstler. Er gilt als Begründer der japanischen Streutechnik in Europa.

## Leben
Er wurde vermutlich als Sohn des Apothekers Johannes Schnell und dessen Frau Anna, verw. Luther, in Stade geboren, wo seine Eltern die Löwenapotheke bis zu deren frühen Tod in 1676 bzw. 1678 betrieben.
In Berlin war er als Lackierer in der Werkstatt der Brüder Jacques und Gerald Dagly tätig. Von dort wurde Schnell von August dem Starken 1710 nach Dresden als Hoflackkünstler geholt, im selben Jahr, in dem die Meissner Porzellanmanufaktur gegründet wurde, mit der er bis 1715 eng zusammenarbeitete. Schnell hatte sich darauf spezialisiert, das Böttgersteinzeug, das früheste Meissner Porzellan, mit Gold- und Lackmalerei zu verzieren.
Später war er an der Ausgestaltung des Interieurs des Grünen Gewölbes, des Holländischen Palais sowie des Wilanów-Palast in Warschau beteiligt, für die er Kabinette mit chinoisen Dekoren fertigte. Im Museum für Lackkunst in Münster befindet sich ein Kabinett von 1715.

## Auszeichnungen
- Ernennung zum Hoflackkünstler